# Ислам в Башкортостане
Ислам в Башкортостане — монотеистическая авраамическая мировая религия в Башкортостане.

## История
Проникновению ислама в Башкортостан способствовали торгово-экономические связи с мусульманскими странами, которые были установлены в VIII—IX веках. Первым мусульманским археологическим памятником на Урале являются находки Левашовского могильника в Ишимбайском районе Башкортостана. В ходе раскопок были найдены три серебряных дирхама и золотой динар Арабского халифата 706 и 712 годов и обнаружены захоронения с вытянутыми вдоль тела руками, головой на запад, которые позволяют считать могильник раннемусульманским кладбищем.
Есть предположения о том, что пророк Мухаммад в VII веке отправил на Южный Урал своих сподвижников (сахабам). Турецкий богослов Осман Нури Топбаш и глава суфийского тариката Накшбандия шейх Мухаммед Назим аль-Хаккани называют трёх сахабов отправленных в Башкортостан.
Историки Хисаметдин бин Шарафутдин и Таджетдин Ялсыгул Аль-Башкорди также сообщили о том, кто из башкир первым принял ислам. В книге «История Болгарии» Хисамитдин бин Шарафетдин пишет что башкиры приняли ислам ранее всех своих соседей, в 195 году хиджры (то есть в 748 году). В тюркской истории «Кунч-аль-акбар» («Суть событий») упоминается что у башкир было около 70 городов и крепостей, а ислам они приняли в 530 году хиджры (то есть в 1152 году).

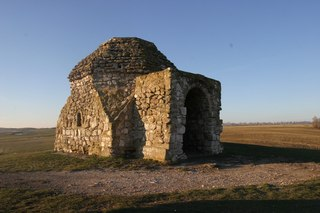
Мавзолей Тура-хана. XIV в.

Культурные и торгово-экономические отношения со странами Средней Азии способствовали распространению в Башкортостане учения ханафитского мазхаба. Распространению ислама среди башкир также послужило принятие в качестве государственной религии ислама Волжской Булгарией в 922 году, в которую входили территории западной части Башкортостана. Но согласно Аллену Франку, «самое важное в многочисленных и зачастую очень архаичных легендах об исламизации, записанных башкирами, — это то, что город Булгар в них совсем не фигурирует, а исламизация приписывается миссионерам из Бухары, Багдада и Анатолии». Большую роль в обращении башкир в ислам на раннем этапе сыграли суфийские миссионеры братств Ясавийа и Накшбандийа, проникавшие на Южный Урал из городских центров Средней Азии, прежде всего, из Бухары. 
К XIII веку относится деятельность шейха Мухаммад Рамазан аль-Ауш, похороненный на горе Ауштау (ныне в Учалинском районе Башкортостана), а к XIV веку — Хусейн-бека — «первого имама Башкирии». Брат из ордена миноритов Иоганка венгр, проживший в Башкирии вместе с англичанином Вильгельмом «6 лет непрерывно», в своем письме к генералу ордена, датированном 1320 годом, сообщает: «Государя же всей Баскардии с большей частью его семьи мы нашли совершенно зараженным сарацинским заблуждением».

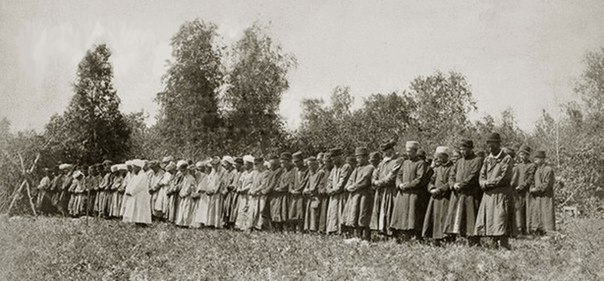
Башкиры на полуденной молитве в окрестностях деревни Мулдакаево. 1890-е гг. Фото Максима Дмитриева.

Нахождение территории Башкортостана в составе мусульманской Золотой Орды, Казанского и Сибирского ханств, Ногайской Орды также оказывало благоприятное воздействие для дальнейшего укрепления позиций ислама у башкир. При Узбек-хане (1312—1342 гг.) ислам стал официальной религией Золотоордынского ханства. В его правление к башкирам с миссионерской целью посылались мусульманские проповедники, получившие духовное образование в Булгаре. В долинах рек Башкортостана — Белой, Уршака, Демы, Чермасана, Ика расположены могилы более чем 20 мусульманских миссионеров.
Одним из главных условий присоединения Башкортостана к России являлось сохранение свободы вероисповедания и традиционных обычаев башкирского народа. Нарушения условий договоров царскими властями (принудительная христианизация и др.) неоднократно приводило к возникновению башкирских восстаний. К примеру, форму джихада приобрело восстание под руководством Сейид-батыра (Сафар-хана) в конце XVII века.
Историк В. Н. Витевский рассказывает о существовании главного святилища в Башкирии — Азиевской мечети, которая была воздвигнута приблизительно в XIII—XIV веках и «во все бунты служила совещательным местом башкир». Весной 1736 года мечеть была разрушена карательными отрядами И. К. Кирилова во время подавления башкирских восстаний.
К XVII—XVIII векам мусульманские нормы жизни и ценности становятся определяющими в жизни башкир, их семейно-брачных и межличностных отношений. В то же время в Башкортостане получает развитие мусульманское образование, открываются новые медресе и мектебе. В 1788 году в Уфе царскими властями было учреждено Оренбургское магометанское духовное собрание, которая осуществляла контроль над мусульманами. В то же время укрепляются позиции ислама и официального мусульманского духовенства в Урало-Поволжье. К концу XIX века в Уфимской губернии насчитывалось до 2 тысяч мусульманских служителей культа. В народе соблюдались мусульманские праздники, обряды, традиции паломничества к святым местам. Необходимость в соблюдении мусульманской обрядности и норм жизни способствовала развитию письменности на основе арабской графики, строительству мечетей.

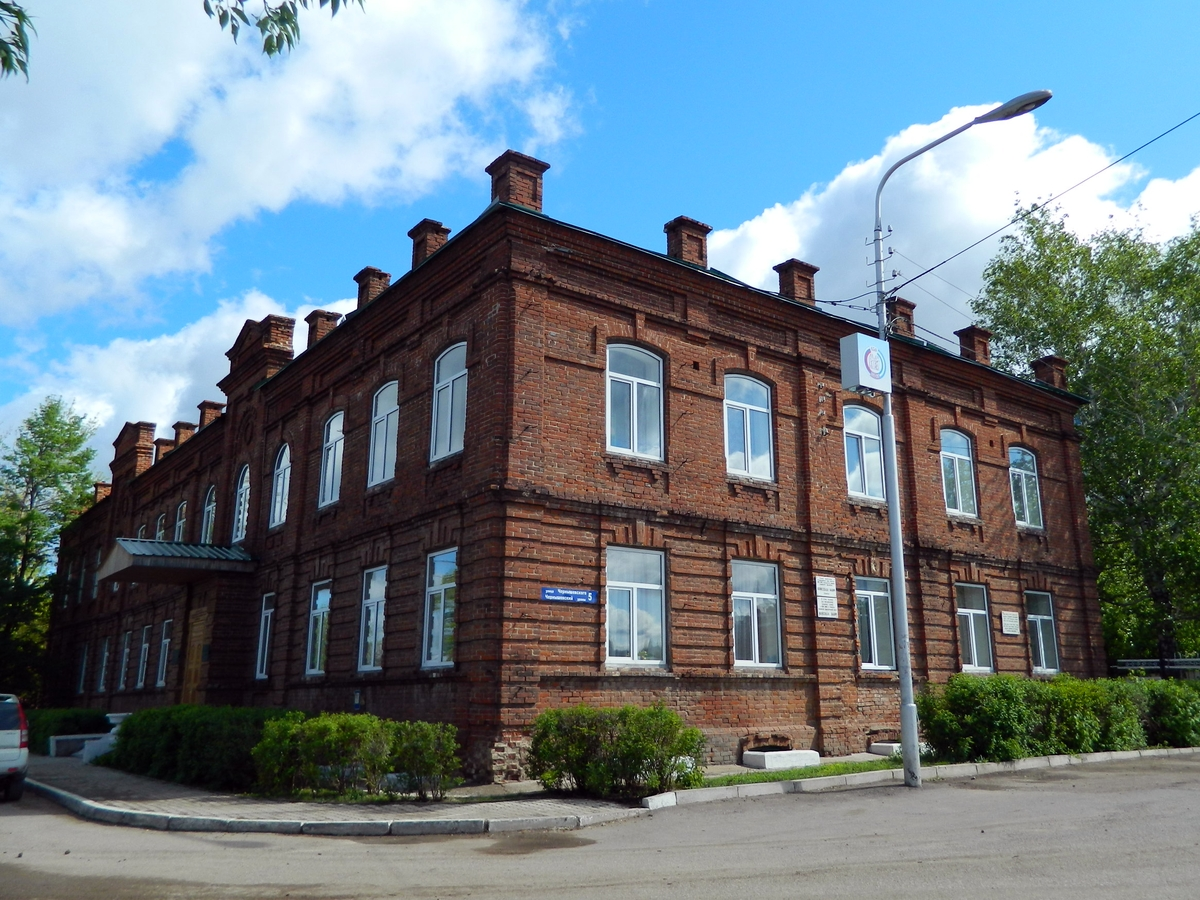
Медресе «Галия»

К концу XIX века среди мусульман активизировались реформаторские и традиционалистские настроения. Традиционалистская реакция (кадимизм) выразилась в призыве консервативных мулл замкнуться в религиозной общине и игнорировать процессы российской модернизации. Реформаторское движение джадидистов, начавшееся среди национальной интеллигенции и прогрессивных мулл, стремясь сохранить ислам как мировоззренческую систему, пыталось осовременить мусульманскую общину путём модернизации её экономики, секуляризации культуры и организации общественно-политической жизни. Одновременно усилились процессы маргинализации башкирского общества и пауперизации значительной части населения. Стал востребован ишанизм — деградировавший суфизм, потерявший философскую, этическую основы, но сохранивший обряды и формы социальных взаимоотношений. Ишанизм был представлен в регионе традицией братства Накшбандия-Муджаддидийа, отличительной особенностью которой было особое пристрастие к обрядности и ритуалу, преклонение перед догматами. Многие его шейхи, кроме религиозной и преподавательской деятельности, занимались предпринимательством, политикой, становились крупными землевладельцами. То есть из суфизма была убрана система нравственного самосовершенствования, осталась лишь обрядовая форма.
Этнографические экспедиции в 1893, 1894 и 1896 годах по территории Башкортостана в каждой деревне встречали мечети. В 1913—1915 годах в Уфимской губернии было 1579 мусульманских начальных школ (мектебов), где обучалась 91 тысяч учащихся (шакирдов), из которых — 18 тысяч девочек. В XIX веке в Башкортостане распространилась разновидность суфизма, течения классической мусульманской философии — ишанизм. Особенность ишанизма, представленного в крае братством Накшбандийа-Муджаддидийа, было пристрастие к обрядности и ритуалам, преклонение перед догматами. Центрами исламского образования являлись медресе «Галия», «Гусмания», «Расулия»,Стерлибашевское медресе, «Хусаиния» и другие, из них в некоторых из них были введены новые методы обучения.
III Всебашкирский съезд (курултай), проходивший с 8 по 20 декабря 1917 года в Оренбурге, утвердил постановление № 12, в котором было объявлено отделение религии от государства и равноправие всех религий. Было признано, что: «Духовное управление Башкурдистана, будучи автономным, по своей линии имеет право открывать духовные и другие духовно-культурные и просветительские учреждения (мектебе, медресе, библиотеки и прочие)». Избираются кантонные кадии. В 1924 году ДУМ было переименовано в Центральное духовное управление мусульман Автономной Башкирской ССР (ЦДУМ БАССР). Оренбургское магометанское духовное собрание в 1917 году было переименовано в Центральное духовное управление мусульман Внутренней России и Сибири, затем именовался как ЦДУМ РСФСР, ЦДУМ Европейской части СССР и Сибири (ныне — Центральное духовное управление мусульман России). Центром данного духовного управления неизменно оставалась Уфа. В 1926 году в ведении ЦДУМ БАССР находилось около 700 мечетей, в том числе 9 мусульманских приходов Арского кантона Татарской АССР, к ЦДУМ РСФСР относились 1718 мечетей, расположенных на территории Башкортостана, а в 1935 году — 300 и 700 соответственно.

Минареты Уфимской четвёртой соборной мечети были разрушены в 1939 году

В 1920-е — 1930-е годы в Башкирской АССР, как и в других районах СССР, проходила борьба с религиями. Борьба сопровождалась разрушением мечетей, закрытием религиозных учебных заведений, введением в среде верующих новых праздников и традиций. Для сравнения: если в 1927 году было 2414 мечетей, то в 1934 году — 323, а в 1940 всего в республике осталось 12 мечетей. Часть мусульманского духовенства была подвергнута репрессиям. Ослабление репрессий наступило в годы Великой Отечественной войны.
В 1980-е годы в республике восстанавливались закрытые мечети и строились новые, открывались мусульманские учебные заведения. В 1990 году в Уфе был созван съезд мусульман. В 1992 году учреждено Духовное управление мусульман Башкортостана. Стала издаваться духовная литература: газеты «Ислам и общество», «Булгар». Дни мусульманских праздников Ураза-байрам и Курбан-байрам в РБ стали нерабочими.
В 1989 году в Уфе состоялись торжественные мероприятия, посвященные 200-летию ДУМЕС и 1100-летию принятия ислама народами Урало-Поволжья. В 1989 году на основании Постановления Совета по делам религий Кабинета Министров СССР в Уфе было открыто Медресе имени Ризаитдина Фахретдина, которое в 2003 году было преобразовано в Российский исламский университет. Также в Уфе были открыты медресе имени Марьям Султановой, «Галия», в Стерлитамаке — медресе «Нур аль-Иман», в Октябрьском — медресе «Нур-уль-Ислам».

## Современность
В XXI веке в Республике Башкортостан многие жители республики продолжают исповедание мусульманской веры, посещают мечети, справляют религиозные праздники. Распространение исламской религии идет медленными темпами, без принуждения, в меньшей степени среди молодежи и мужчин и в большей — среди женщин. Вопросы веры и межконфессинальные отношения изучаются башкирскими учеными. Всего в республике исповедуются 22 конфессии.
В 2011 году у горы Нарыстау, близ села Ильчигулово Миякинского района Башкортостана был установлен мемориал сподвижникам пророка Мухаммада (сахабам) Зубаиру бин Заиту и Абдуррахману бин Зубаиру.
В 2013 году всего в республике насчитывалось 1060 мечетей.
В Уфе расположены резиденции муфтиев Духовного управления мусульман Республики Башкортостан, Центрального духовного управления мусульман России и его мухтасибата — Регионального духовного управления мусульман РБ ЦДУМ.

## Мечети

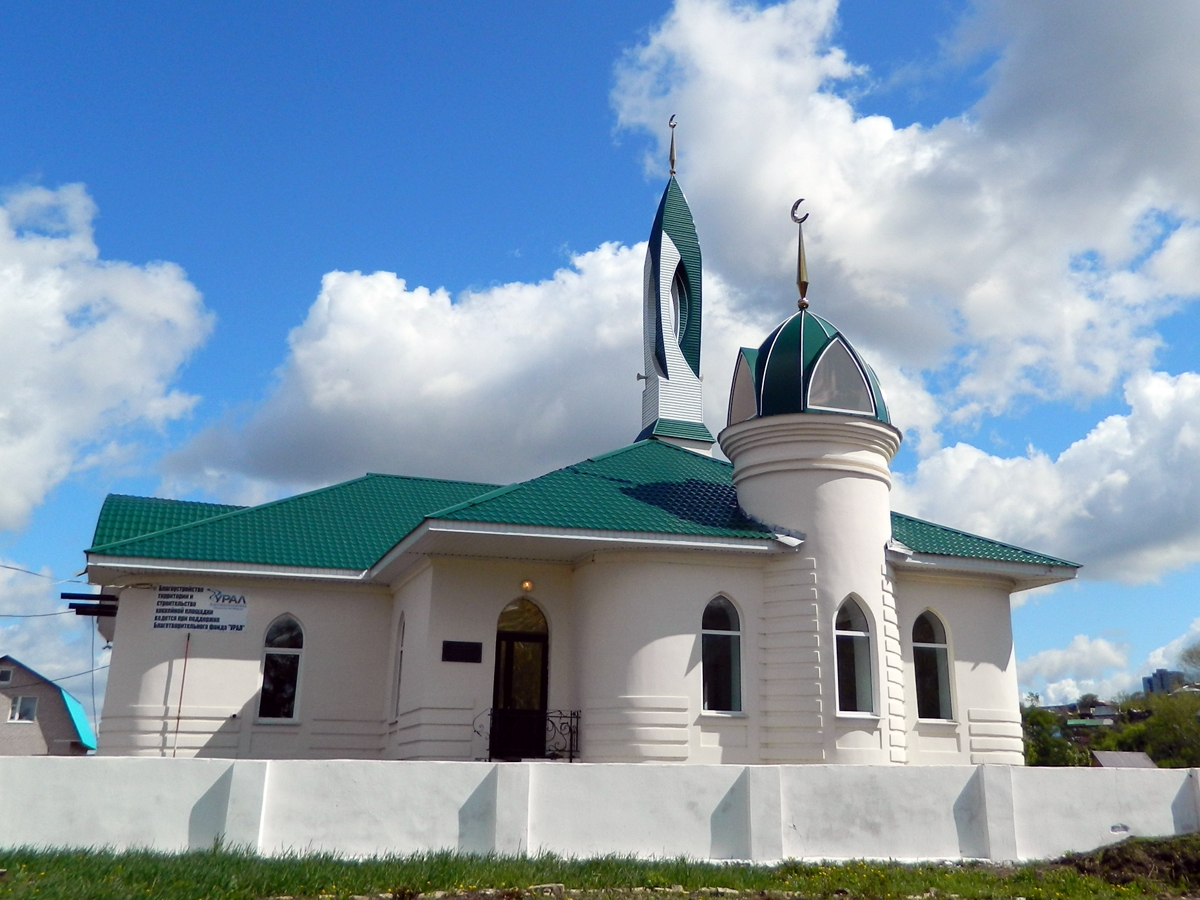
Мечеть «Мунира»
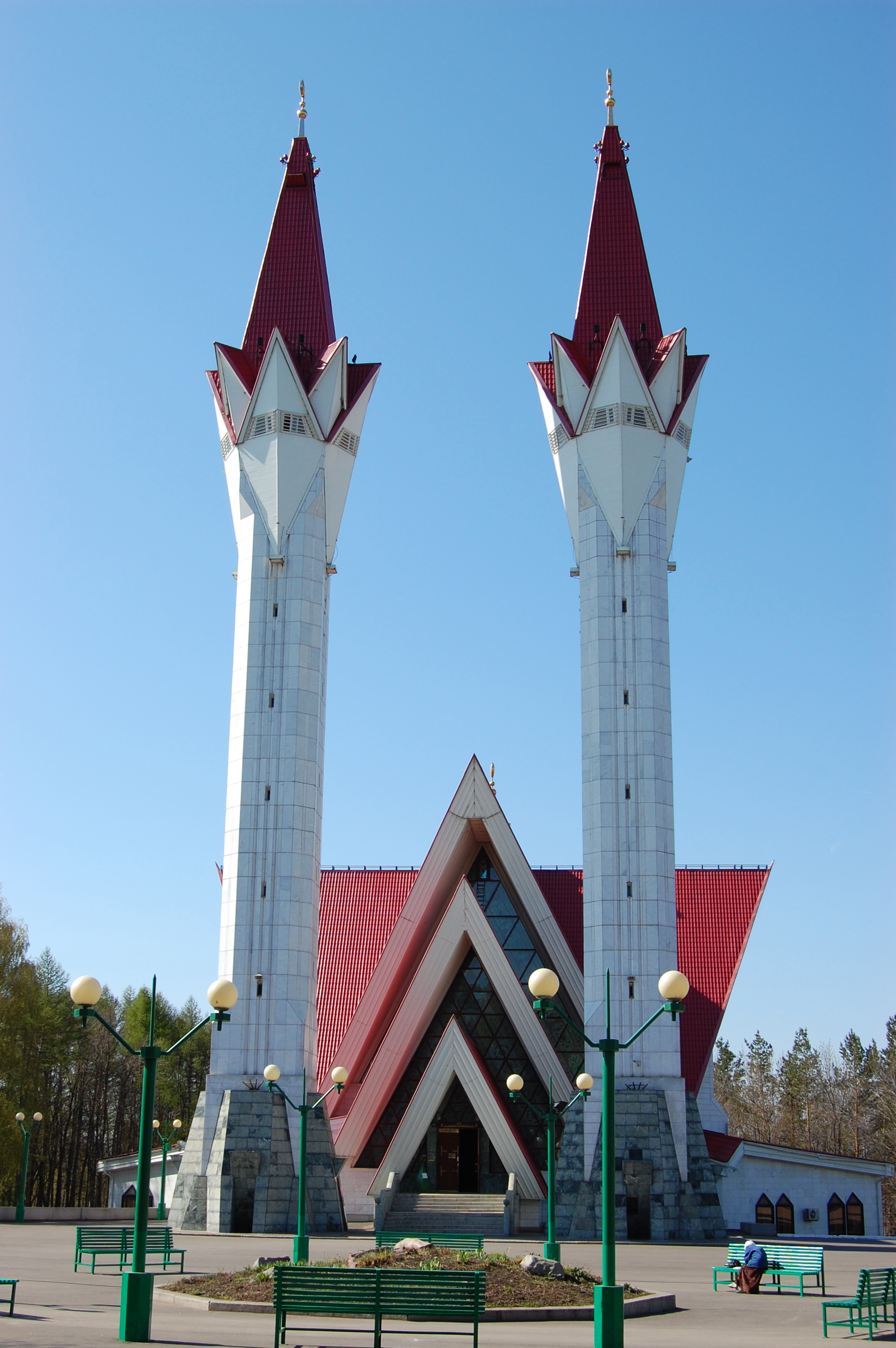
Мечеть «Ляля-Тюльпан»
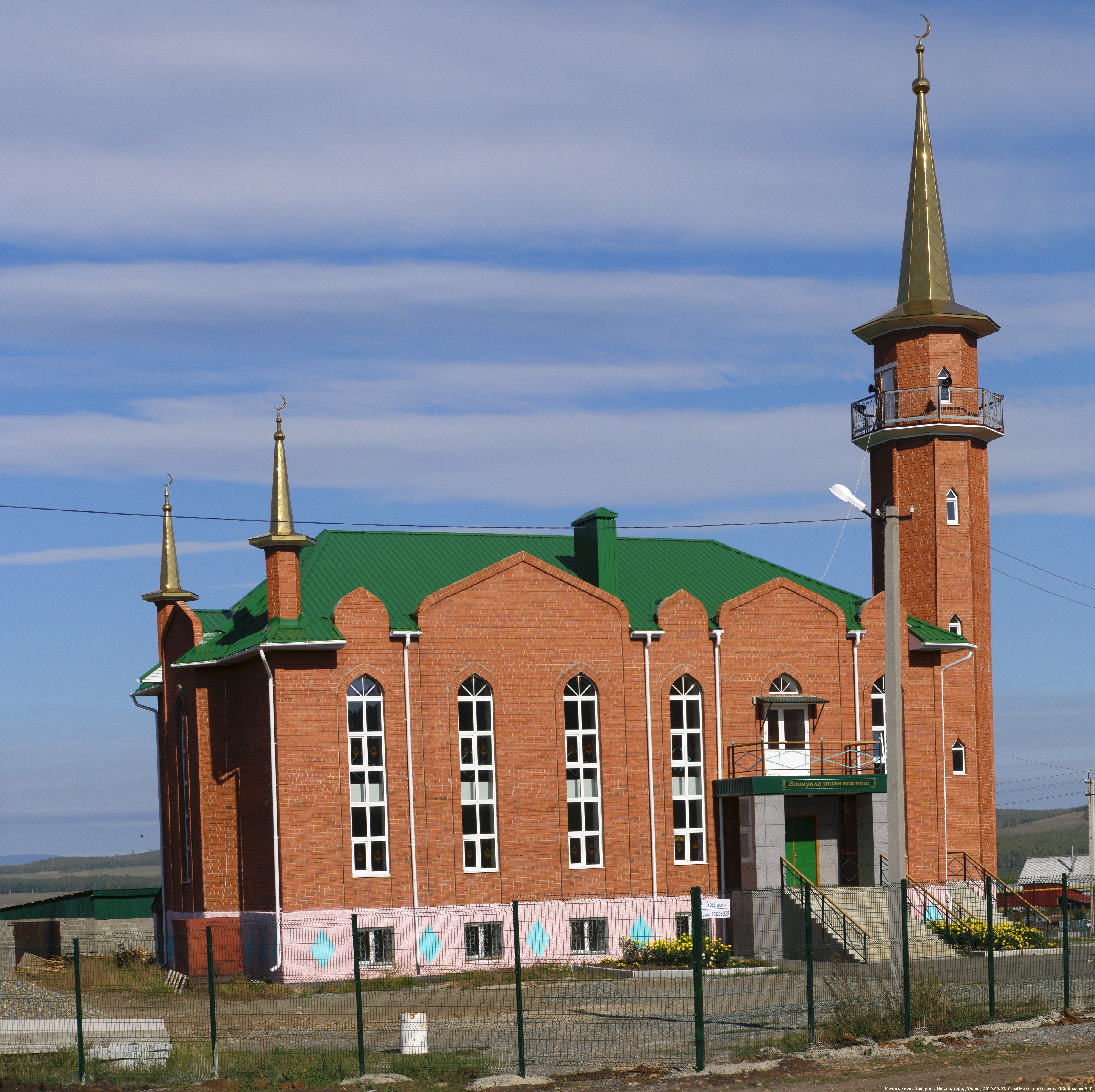
Мечеть имени Зайнуллы Ишана
Мечеть «Асия»
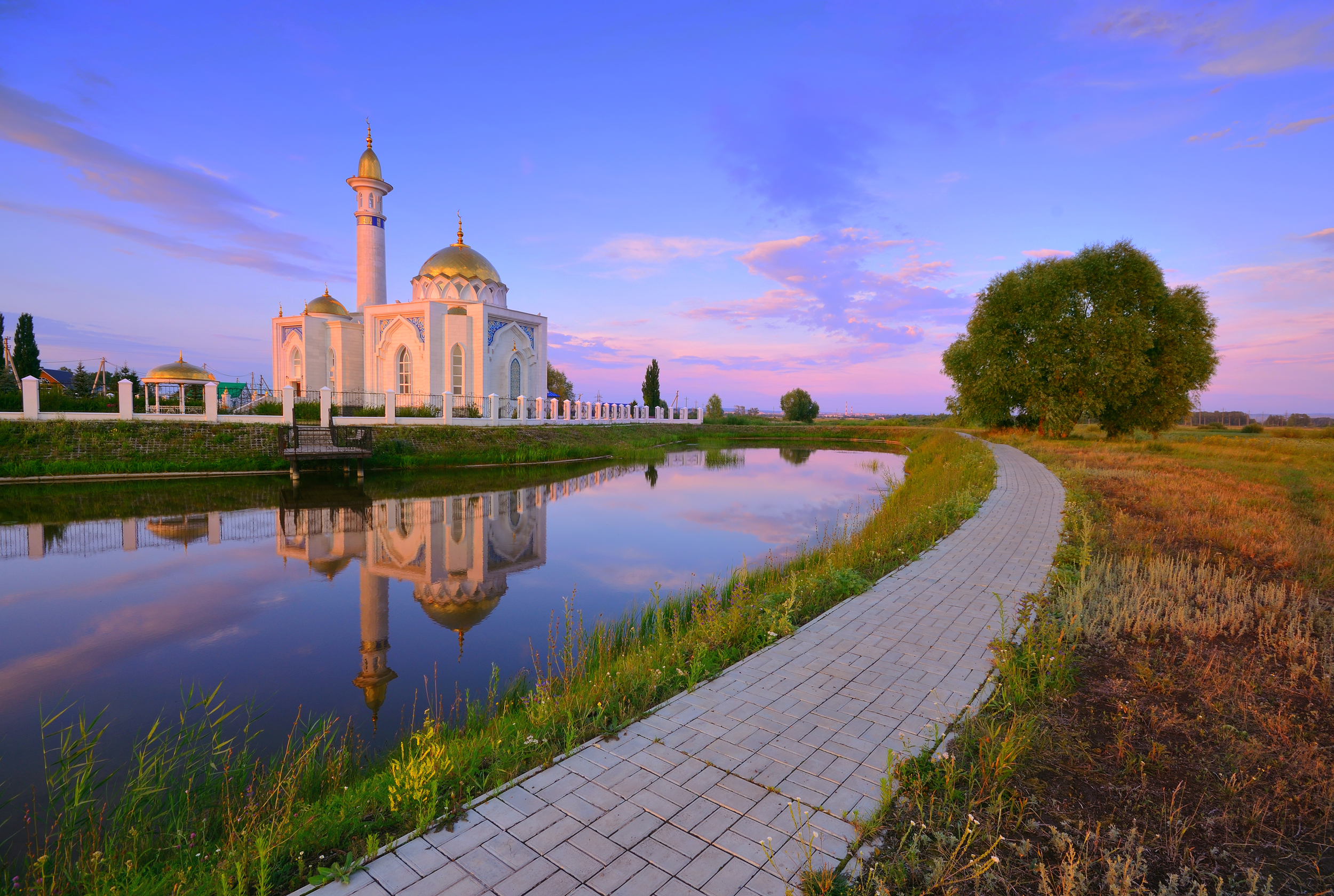
Мечеть «Суфия»

## Видеозаписи
- На северной периферии ислама
- Исламизация Башкирии: новый взгляд
- Страсти по сахабам
- Суфизм в Башкортостане
- Феномен суфизма